# Tatuażysta z Auschwitz (serial telewizyjny)
Tatuażysta z Auschwitz (ang. The Tattooist of Auschwitz) – brytyjski serial historyczny z 2024 roku, oparty na powieści Heather Morris o tym samym tytule. Jego światowa premiera odbyła się 2 maja 2024 roku. W Polsce serial dostępny jest w ramach platformy VOD SkyShowtime od 7 czerwca 2024. Zdjęcia kręcono głównie w Bratysławie.

## Fabuła
Serial opisuje historię miłości słowackiego Żyda o imieniu Lali (Jonah Hauer-King), który w 1942 r. trafia do obozu Auschwitz-Birkenau i zostaje tatuażystą odpowiedzialnym za tatuowanie współwięźniom numerów identyfikacyjnych na przedramieniu. Wśród współosadzonych zapoznaje Gitę (Anna Próchniak), w której zakochuje się ze wzajemnością, a para stara się za wszelką cenę ochronić siebie nawzajem.

## Obsada
- Harvey Keitel – Lali Sokolov
- Jonah Hauer-King – Lali Sokolov w młodości
- Melanie Lynskey – Heather Morris
- Anna Próchniak – Gita
- Jonas Nay – Stefan Baretzki
- Tallulah Haddon – Hanna
- Mili Eshet – Ivana
- Maja Wolska – Bella
- Avital Lvova – Marta
- Yali Topol Margalith – Cilka
- Katie Bernstein – Goldie Sokolov
- Phénix Brossard – Leon
- Adam Karst – Pepan
- Yoav Rotman – Mordowicz
- Frederik von Lüttichau – Houstek

## Lista odcinków
| Odcinek | Reżyseria        | Scenariusz       | Premiera (SkyShowTime) |
| ------- | ---------------- | ---------------- | ---------------------- |
|         |                  |                  |                        |
| 1       | Tali Shalom Ezer | Jacquelin Perske | 2 maja 2024            |
|         |                  |                  |                        |
| 2       | Tali Shalom Ezer | Jacquelin Perske | 2 maja 2024            |
|         |                  |                  |                        |
| 3       | Tali Shalom Ezer | Evan Placey      | 2 maja 2024            |
|         |                  |                  |                        |
| 4       | Tali Shalom Ezer | Gabbie Asher     | 2 maja 2024            |
|         |                  |                  |                        |
| 5       | Tali Shalom Ezer | Jacquelin Perske | 2 maja 2024            |
|         |                  |                  |                        |
| 6       | Tali Shalom Ezer | Jacquelin Perske | 2 maja 2024            |
|         |                  |                  |                        |